# 國民政府經濟部舊址 (南京)
國民政府經濟部舊址是國民政府經濟部的办公地点。位於中國江蘇省南京市玄武區中山東路145號。這棟建築高三層，現在是南京市體育局的辦公地點。經濟部舊址是南京市文物保護單位之一。